# Sticherus brevitomentosus
Sticherus brevitomentosus är en ormbunkeart som beskrevs av Østerg., Bao-kun Zhang och Øllg. Sticherus brevitomentosus ingår i släktet Sticherus och familjen Gleicheniaceae. Inga underarter finns listade.